# Стемповский, Ежи

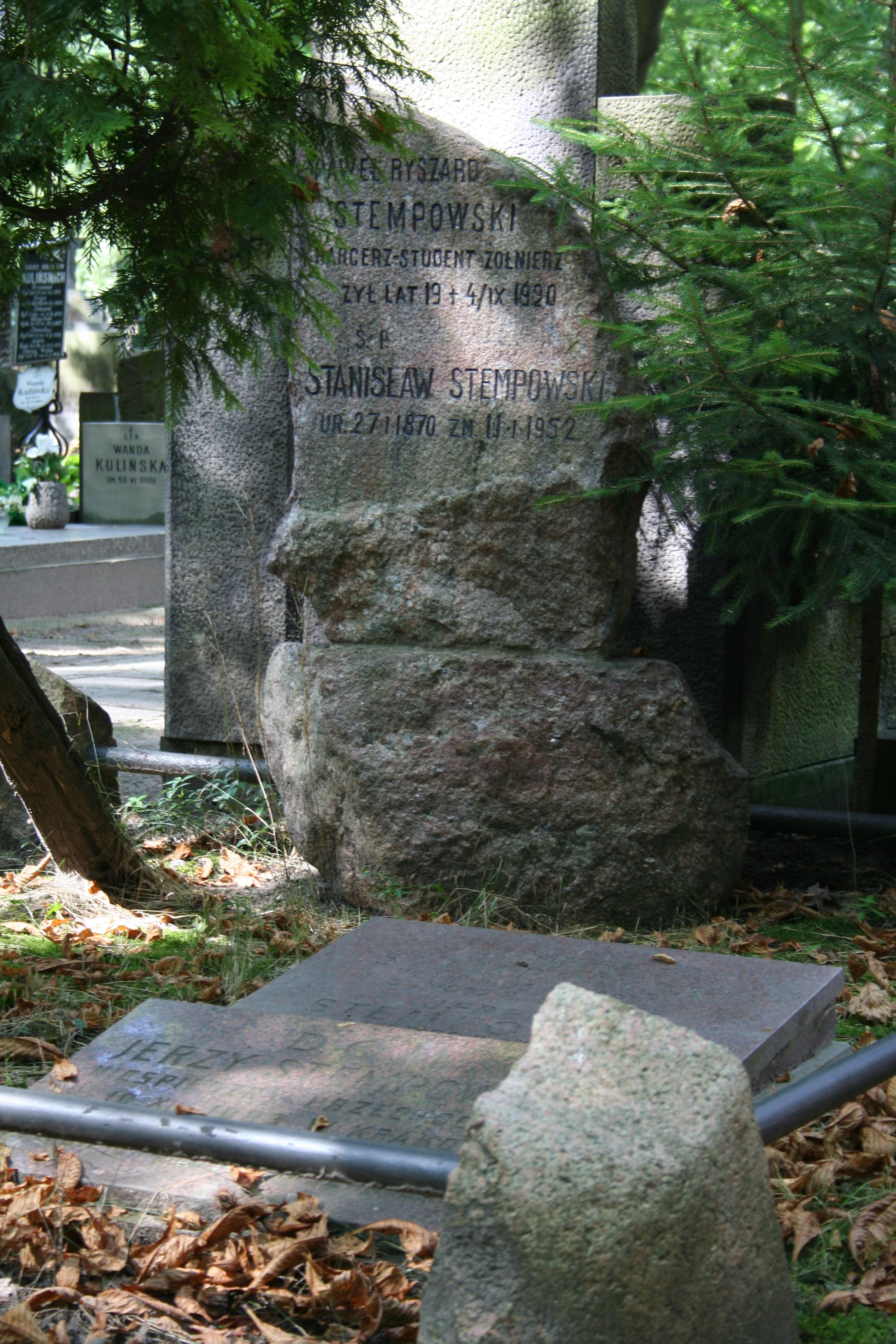
Могила Ежи Стемповского на кладбище Старые Повонзки в Варшаве

Ежи Стемповский (пол. Jerzy Stempowski) — польский публицист и литературный критик, масон. Сын Станислава Стемповского.

## Биография
Родился 10 декабря 1893 года в Кракове. Учился в Кракове, Мюнхене, Женеве, Цюрихе и Берне.
В 1919 году работал в министерстве иностранных дел, ездил в Германию, Францию и Швейцарию, где работал в польской дипломатической миссии в Берне. В 1920 году принимал участие в Советско-польской войне.
С 1921 по 1925 год был иностранным корреспондентом Польского телеграфного агентства. В 30-е годы XX столетия публиковал свои статьи в философском журнале «Marchołt».
18 сентября 1939 года пересёк венгерскую границу и весной 1940 года приехал в Берн. С 1941 года поселился в Мури, где жил в изгнании.
Умер 4 октября 1969 года в Берне.